# マレク・ミンタール
マレク・ミンタール（Marek Mintál, 1977年9月2日 - ）は、スロバキア・ジリナ出身の元同国代表サッカー選手、現サッカー指導者。現役時代のポジションはMF。2023年よりSpVggバイロイトの監督を務める。

## 経歴
1998年、スロヴァキアのMŠKジリナでプロキャリアをスタート。入団1年目に11ゴールを挙げて華々しいデビューを飾り、チーム内での地位を確立させると、翌シーズンでも12ゴール、2000-01シーズンには21得点とゴールを量産。2002-03シーズンのリーグ連覇にも貢献し、スロバキア国内での地位を不動のものとした。
2003-04シーズンには当時ドイツ・ブンデスリーガ2部に所属していたニュルンベルクに移籍し、その年のリーグ戦で18ゴールを挙げ1部昇格の原動力となる。2004-05シーズンのカイザースラウテルン戦でブンデスリーガ1部デビューを果たし、第3節ハンブルガーSV戦でハットトリックを決めるなど24ゴールを叩き込む大活躍でブンデス1部ルーキーイヤーにして得点王を獲得、チームを1部残留に導くと同時にその得点感覚がトップレベルにある事を証明した。
クラブでの活躍が認められ、2004年、2005年と2年連続でスロバキア最優秀選手賞を受賞した。2005-06シーズンは度重なる大怪我でシーズンのほぼ全てを棒に振ったが、2008-09シーズンは16得点を挙げ、ベンヤミン・アウアーやセドリク・マキアディと並んでブンデスリーガ2部の得点王に輝いた。

## タイトル
クラブ
MŠKジリナ
- ツォルゴン・リーガ 2002, 2003
- スロバキア・スーパーカップ 2003

1.FCニュルンベルク
- 2. ブンデスリーガ 2004
- DFBポカール 2007

個人
- ツォルゴン・リーガ得点王 2002, 2003
- スロバキア年間最優秀選手賞 2004, 2005
- 2. ブンデスリーガ得点王 2004, 2009
- ブンデスリーガ得点王 2005